# Chet Miller
Chester Joseph Miller, detto Chet (Detroit, 19 luglio 1902 – Speedway, 15 maggio 1953), è stato un pilota automobilistico statunitense.

## Carriera
La sua lunga carriera nelle corse e le 16 partecipazioni alla 500 Miglia di Indianapolis gli hanno valso il soprannome di "Decano dello Speedway" (Dean of the Speedway).
Morì durante le qualificazioni per la 500 Miglia di Indianapolis 1953; fu il primo fra tutti i piloti nella storia della Formula 1 (tra il 1950 e il 1960 la 500 Miglia di Indianapolis faceva parte del Campionato mondiale di Formula 1) ad essere vittima di un incidente mortale in corsa.
Miller è stato sepolto al cimitero di Crown Hill di Indianapolis, nella Contea di Marion (Indiana).

## Risultati in Formula 1
| 1950 | Scuderia   | Vettura      |  |  |    |  |  |  |  |  |  | Punti | Pos. |
| ---- | ---------- | ------------ |  |  | -- |  |  |  |  |  |  | ----- | ---- |
| 1950 | Novi Mobil | Kurtis Kraft |  |  | NQ |  |  |  |  |  |  | 0     |      |

| 1951 | Scuderia   | Vettura      |  |     |  |  |  |  |  |  |  | Punti | Pos. |
| ---- | ---------- | ------------ |  | --- |  |  |  |  |  |  |  | ----- | ---- |
| 1951 | Novi Mobil | Kurtis Kraft |  | Rit |  |  |  |  |  |  |  | 0     |      |

| 1952 | Scuderia   | Vettura      |  |     |  |  |  |  |  |  |  | Punti | Pos. |
| ---- | ---------- | ------------ |  | --- |  |  |  |  |  |  |  | ----- | ---- |
| 1952 | Novi Mobil | Kurtis Kraft |  | Rit |  |  |  |  |  |  |  | 0     |      |

| 1953 | Scuderia   | Vettura      |  |    |  |  |  |  |  |  |  | Punti | Pos. |
| ---- | ---------- | ------------ |  | -- |  |  |  |  |  |  |  | ----- | ---- |
| 1953 | Novi Mobil | Kurtis Kraft |  | NQ |  |  |  |  |  |  |  | 0     |      |

| Legenda | 1º posto     | 2º posto | 3º posto    | A punti         | Senza punti/Non class.  | Grassetto – Pole position Corsivo – Giro più veloce |
| Legenda | Squalificato | Ritirato | Non partito | Non qualificato | Solo prove/Terzo pilota | Grassetto – Pole position Corsivo – Giro più veloce |